# Phygadeuon decisus
Phygadeuon decisus är en stekelart som beskrevs av Joseph Kriechbaumer 1892. Phygadeuon decisus ingår i släktet Phygadeuon och familjen brokparasitsteklar. Inga underarter finns listade i Catalogue of Life.